# Filmographie de James Stewart

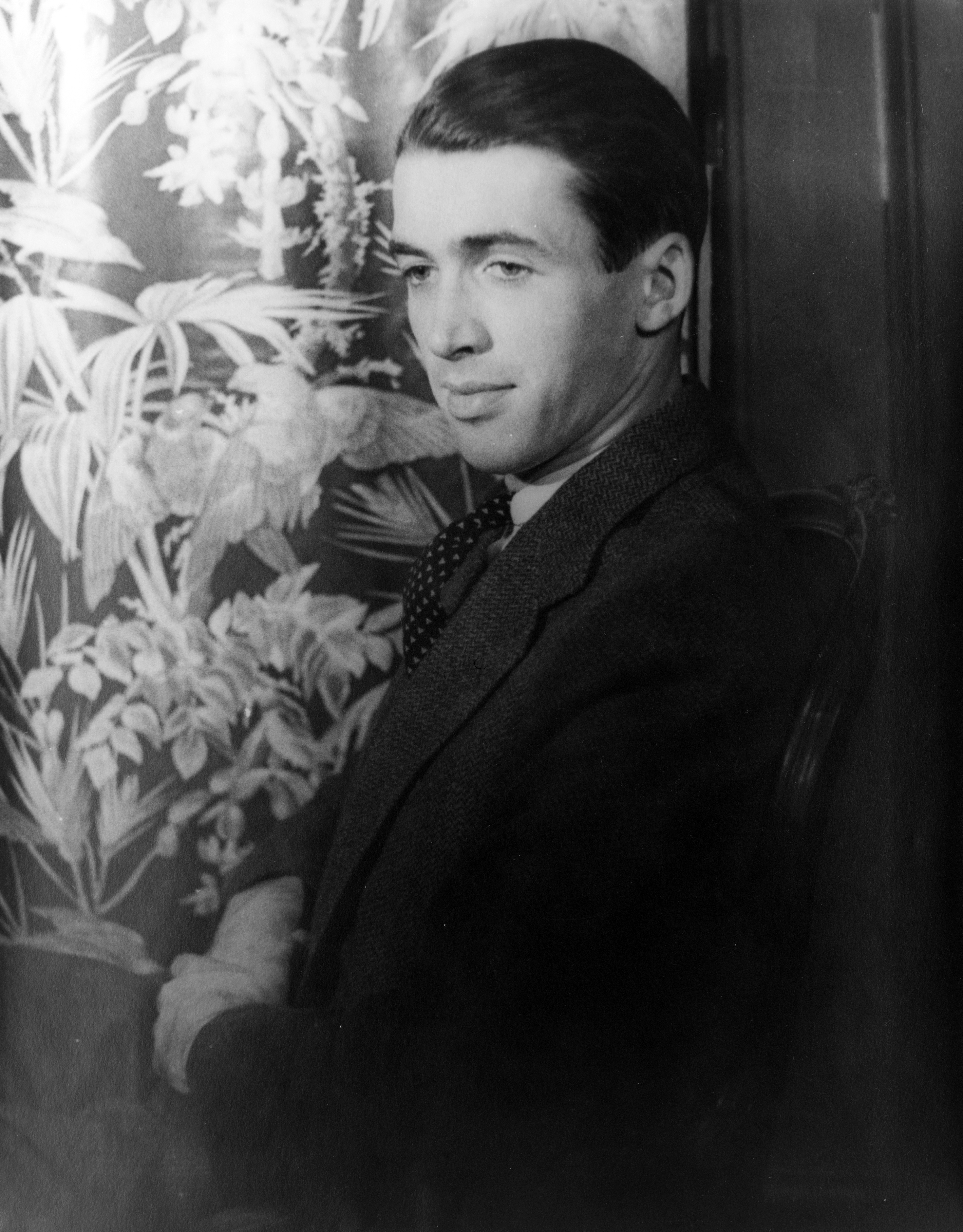
Portrait de James Stewart en 1934.

James Stewart est un acteur américain, vétéran de la Seconde Guerre mondiale et de la Guerre du Viêt Nam. Il a joué de nombreux rôles principaux au cinéma. Depuis le début de sa carrière en 1935 jusqu'à son dernier projet théâtral en 1991, Stewart a participé à 92 films, programmes télévisuels et courts-métrages.
James Stewart reçoit plusieurs récompenses et nominations pour son travail. Dix de ses films sont enregistrés dans le National Film Registry des États-Unis. Ses rôles dans Monsieur Smith au Sénat, Indiscrétions, La vie est belle, Harvey et Autopsie d'un meurtre lui valent des nominations aux Oscars et il en remporte un pour Indiscrétions. Il a aussi gagné un Golden Globe pour son rôle dans la série télévisée Hawkins.
Stewart s'est spécialisé dans la screwball comedy, les thrillers, les westerns et les comédies familiales. Il travaille à plusieurs reprises sous la direction d'Anthony Mann (Winchester '73, Les Affameurs...), Alfred Hitchcock (Fenêtre sur cour, Sueurs froides...), John Ford (L'Homme qui tua Liberty Valance, Les Cheyennes). il tourne également avec Frank Borzage (La Tempête qui tue), Frank Capra (Monsieur Smith au Sénat), Billy Wilder (L'Odyssée de Charles Lindbergh), Ernst Lubitsch (Rendez-vous) et Otto Preminger (Autopsie d'un meurtre).
James Stewart a notamment, été partenaire d' acteurs tels que : Henry Fonda, Clark Gable, Cary Grant, Spencer Tracy, John Wayne, Rock Hudson, Lionel Barrymore, William Powell, Edward G. Robinson, Lee Marvin, Richard Widmark, et Robert Mitchum. Il a, aussi et entre autres, partagé l'affiche avec les actrices : Margaret Sullavan, Katharine Hepburn, Paulette Goddard, Jean Harlow, Jean Arthur, Hedy Lamarr, Grace Kelly, Maureen O'Hara, Ginger Rogers, et Eleanor Powell.

## Filmographie
| Année                                                             | Film                                                                | Rôle                                | Réalisateur                                                                     | Notes |
| ----------------------------------------------------------------- | ------------------------------------------------------------------- | ----------------------------------- | ------------------------------------------------------------------------------- | --- |
| 1935                                                              | La Double vengeance (The Murder Man)                                | Shorty                              | Tim Whelan                                                                      | avec Spencer Tracy |
| 1936                                                              | Rose Marie                                                          | John Flower                         | W. S. Van Dyke                                                                  | avec Nelson Eddy et Jeanette MacDonald |
| 1936                                                              | Epreuves (Next Time We Love)                                        | Christopher Tyler                   | Edward H. Griffith                                                              | avec Margaret Sullavan |
| 1936                                                              | Sa femme et sa secrétaire (Wife vs. Secretary)                      | Dave                                | Clarence Brown                                                                  | avec Clark Gable et Jean Harlow |
| 1936                                                              | La Petite Provinciale (Small Town Girl)                             | Elmer Clampett                      | William A. Wellman                                                              | avec Janet Gaynor et Robert Taylor |
| 1936                                                              | Speed                                                               | Terry Martin                        | Edwin L. Marin                                                                  | Son premier rôle principal avec Wendy Barrie |
| 1936                                                              | L'Enchanteresse (The Gorgeous Hussy)                                | Roderick "Rowdy" Dow                | Clarence Brown                                                                  | avec Joan Crawford et Lionel Barrymore |
| 1936                                                              | L'amiral mène la danse (Born to Dance)                              | Ted Barker                          | Roy Del Ruth                                                                    | avec Eleanor Powell |
| 1936                                                              | Nick, gentleman détective (After The Thin Man)                      | David Graham                        | W. S. Van Dyke                                                                  | avec William Powell et Myrna Loy |
| 1937                                                              | L'Heure suprême (Seventh Heaven)                                    | Chico                               | Henry King                                                                      | Remake du film de 1927 |
| 1937                                                              | Le Dernier Gangster (The Last Gangster)                             | Paul North Sr.                      | Edward Ludwig                                                                   | avec Edward G. Robinson |
| 1937                                                              | Les Cadets de la mer (Navy Blue and Gold)                           | John "Truck Cross/John Cross Carter | Sam Wood                                                                        | avec Robert Young et Lionel Barrymore |
| 1938                                                              | Of Human Hearts                                                     | Jason Wilkins                       | Clarence Brown                                                                  | avec Walter Huston |
| 1938                                                              | Mariage incognito (Vivacious Lady)                                  | Prof. Peter Morgan Jr.              | George Stevens                                                                  | avec Ginger Rogers |
| 1938                                                              | L'Ange impur (The Shopworn Angel)                                   | Pvt. William "Texas" Pettigrew      | H. C. Potter                                                                    | avec Margaret Sullavan |
| 1938                                                              | Vous ne l'emporterez pas avec vous (You Can't Take It With You)     | Tony Kirby                          | Frank Capra                                                                     | avec Lionel Barrymore |
| 1939                                                              | Le Lien sacré (Made for Each Other)                                 | John Horace "Johnny" Mason          | John Cromwell                                                                   | avec Carole Lombard |
| 1939                                                              | La Féerie de la glace (The Ice Follies of 1939)                     | Larry Hall                          | Reinhold Schünzel                                                               | avec Joan Crawford |
| 1939                                                              | Le monde est merveilleux (It's a Wonderful World)                   | Guy Johnson                         | W. S. Van Dyke                                                                  | avec Claudette Colbert |
| 1939                                                              | Monsieur Smith au Sénat* (Mr. Smith Goes to Washington)             | Jefferson Smith                     | Frank Capra                                                                     | prix du New York Film Critics Circle du meilleur acteur Nommé - Oscar du meilleur acteur |
| 1939                                                              | Femme ou Démon* (Destry Rides Again)                                | Thomas Jefferson Destry Jr.         | George Marshall                                                                 | avec Marlene Dietrich |
| 1940                                                              | Rendez-vous* (The Shop Around the Corner)                           | Alfred Kralik                       | Ernst Lubitsch                                                                  | avec Margaret Sullavan |
| 1940                                                              | La Tempête qui tue (The Mortal Storm)                               | Martin Breitner                     | Frank Borzage                                                                   | avec Margaret Sullavan |
| 1940                                                              | Finie la comédie (No Time for Comedy)                               | Gaylord "Gay" Esterbrook            | William Keighley                                                                | avec Rosalind Russell |
| 1940                                                              | Indiscrétions* (The Philadelphia Story)                             | Macaulay "Mike" Connor              | George Cukor                                                                    | Oscar du meilleur acteur avec Cary Grant et Katharine Hepburn |
| 1941                                                              | Viens avec moi (Come Live with Me)                                  | Bill Smith                          | Clarence Brown                                                                  | avec Hedy Lamarr |
| 1941                                                              | L'Or du ciel (Pot o' Gold)                                          | James Hamilton "Jimmy" Haskel       | George Marshall                                                                 | avec Paulette Goddard |
| 1941                                                              | La Danseuse des Folies Ziegfeld (Ziegfeld Girl)                     | Gilbert "Gil" Young                 | Robert Z. Leonard                                                               | avec Judy Garland, Hedy Lamarr et Lana Turner |
| 1946                                                              | La vie est belle* (It's a Wonderful Life)                           | George Bailey                       | Frank Capra                                                                     | Nommé - Oscar du meilleur acteur |
| 1947                                                              | La Cité magique (Magic Town)                                        | Lawrence "Rip" Smith                | William A. Wellman                                                              | avec Jane Wyman |
| 1948                                                              | Appelez nord 777 (Call Northside 777)                               | P.J. McNeal                         | Henry Hathaway                                                                  | avec Lee J. Cobb |
| 1948                                                              | La Folle Enquête (On Our Merry Way)                                 | Slim                                | King Vidor (non crédité) Leslie Fenton (non crédité) John Huston George Stevens | avec Henry Fonda |
| 1948                                                              | La Corde (Rope)                                                     | Rupert Cadell                       | Alfred Hitchcock                                                                | avec Farley Granger |
| 1948                                                              | L'Extravagante Mlle Dee (You Gotta Stay Happy)                      | Marvin Payne                        | H.C. Potter                                                                     | avec Joan Fontaine et Eddie Albert |
| 1949                                                              | Un homme change son destin (The Stratton Story)                     | Monty Stratton                      | Sam Wood                                                                        | avec June Allyson |
| 1949                                                              | Malaya                                                              | John Royer                          | Richard Thorpe                                                                  | avec Spencer Tracy et Lionel Barrymore |
| 1950                                                              | Winchester '73                                                      | Lin McAdam                          | Anthony Mann                                                                    | avec Shelley Winters et Dan Duryea |
| 1950                                                              | La Flèche brisée (Broken Arrow)                                     | Tom Jeffords                        | Delmer Daves                                                                    | avec Jeff Chandler et Debra Paget |
| 1950                                                              | Harvey                                                              | Elwood P. Dowd                      | Henry Koster                                                                    | Nommé - Oscar du meilleur acteur Nommé - Golden Globe du meilleur acteur dans un film dramatique |
| 1950                                                              | Gare au percepteur (The Jackpot)                                    | Bill Lawrence                       | Walter Lang                                                                     | avec Barbara Hale |
| 1951                                                              | Le Voyage fantastique (No Highway in the Sky)                       | Theodore Honey                      | Henry Koster                                                                    | avec Marlene Dietrich |
| 1952                                                              | Sous le plus grand chapiteau du monde (The Greatest Show on Earth)  | Buttons                             | Cecil B. DeMille                                                                | avec Charlton Heston |
| 1952                                                              | Les Affameurs (Bend of the River)                                   | Glyn McLyntock                      | Anthony Mann                                                                    | avec Julie Adams et Rock Hudson |
| 1952                                                              | L'Homme à la carabine (Carbine Williams)                            | David Marshall "Marsh" Williams     | Richard Thorpe                                                                  | avec Jean Hagen |
| 1953                                                              | L'Appât* (The Naked Spur)                                           | Howard Kemp                         | Anthony Mann                                                                    | avec Janet Leigh et Robert Ryan |
| 1953                                                              | Le Port des passions (Thunder Bay)                                  | Steve Martin                        | Anthony Mann                                                                    | avec Joanne Dru et Dan Duryea |
| 1953                                                              | Romance inachevée (The Glenn Miller Story)                          | Glenn Miller                        | Anthony Mann                                                                    | Nommé - BAFTA du meilleur acteur étranger |
| 1954                                                              | Fenêtre sur cour* (Rear Window)                                     | L.B. "Jeff" Jeffries                | Alfred Hitchcock                                                                | avec Grace Kelly |
| 1954                                                              | Je suis un aventurier (The Far Country)                             | Jeff Webster                        | Anthony Mann                                                                    | avec Walter Brennan |
| 1955                                                              | Strategic Air Command                                               | Lt. Col. Robert "Dutch" Holland     | Anthony Mann                                                                    | avec June Allyson |
| 1955                                                              | L'Homme de la plaine (The Man from Laramie)                         | Will Lockhart                       | Anthony Mann                                                                    | avec Arthur Kennedy |
| 1956                                                              | L'Homme qui en savait trop (The Man Who Knew Too Much)              | Dr. Ben McKenna                     | Alfred Hitchcock                                                                | avec Doris Day |
| 1957                                                              | L'Odyssée de Charles Lindbergh (The Spirit of St. Louis)            | Charles Augustus « Slim » Lindbergh | Billy Wilder                                                                    | avec Murray Hamilton |
| 1957                                                              | Le Survivant des monts lointains (Night Passage)                    | Grant McLaine                       | James Neilson                                                                   | avec Audie Murphy et Dan Duryea |
| 1958                                                              | Sueurs froides* (Vertigo)                                           | Dét. John « Scottie » Ferguson      | Alfred Hitchcock                                                                | prix du meilleur acteur au Festival international du film de Saint-Sébastien avec Kim Novak |
| 1958                                                              | L'Adorable Voisine (Bell, Book and Candle)                          | Shepherd « Shep » Henderson         | Richard Quine                                                                   | avec Kim Novak, Jack Lemmon et Ernie Kovacs |
| 1959                                                              | Autopsie d'un meurtre (Anatomy of a Murder)                         | Paul Biegler                        | Otto Preminger                                                                  | Laurel Award de la meilleure interprétation masculine dans un film dramatique New York Film Critics Circle du meilleur acteur prix du meilleur acteur à la Mostra de Venise - Coupe Volpi pour la meilleure interprétation masculine Nommé - Oscar du meilleur acteur Nommé - BAFTA Award du meilleur acteur étranger |
| 1959                                                              | La police fédérale enquête (The FBI Story)                          | John Michael « Chip » Hardesty      | Mervyn LeRoy                                                                    | avec Vera Miles |
| 1960                                                              | Le Commando de destruction (The Mountain Road)                      | Major Baldwin                       | Daniel Mann                                                                     | avec Lucy Lu |
| 1961                                                              | Les Deux Cavaliers (Two Rode Together)                              | Marshal Guthrie McCabe              | John Ford                                                                       | Nommé - Laurel Award for Top Action Performance (3e place) avec Richard Widmark |
| 1962                                                              | L'Homme qui tua Liberty Valance* (The Man Who Shot Liberty Valance) | Ransom Stoddard                     | John Ford                                                                       | Bronze Wrangler décerné au film avec John Wayne et Lee Marvin |
| 1962                                                              | M. Hobbs prend des vacances (Mr. Hobbs Takes a Vacation)            | Roger Hobbs                         | Henry Koster                                                                    | Ours d'argent du meilleur acteur Nommé - Golden Globe du meilleur acteur dans une comédie musicale ou une comédie Nommé - Laurel Award pour la meilleure interprétation masculine dans une comédie (3e place) |
| 1962                                                              | La Conquête de l'Ouest* (How the West Was Won)                      | Linus Rawlings                      | Henry Hathaway                                                                  | avec Walter Brennan et Carroll Baker |
| 1963                                                              | Ah! Si papa savait ça (Take Her, She's Mine)                        | Frank Michaelson                    | Henry Koster                                                                    | Nommé - Laurel Award pour la meilleure interprétation masculine dans une comédie (4e place) |
| 1964                                                              | Les Cheyennes (Cheyenne Autumn)                                     | Wyatt Earp                          | John Ford                                                                       | avec Arthur Kennedy dans le rôle de Doc Holliday |
| 1965                                                              | Chère Brigitte (Dear Brigitte)                                      | Prof. Robert Leaf                   | Henry Koster                                                                    | avec Glynis Johns et Fabian |
| 1965                                                              | Les Prairies de l'honneur (Shenandoah)                              | Charlie Anderson                    | Andrew McLaglen                                                                 | avec Doug McClure et Katharine Ross |
| 1965                                                              | Le Vol du Phœnix (The Flight of the Phoenix)                        | Capt. Frank Towns                   | Robert Aldrich                                                                  | avec Richard Attenborough et Peter Finch |
| 1966                                                              | Rancho Bravo (The Rare Breed)                                       | Sam Burnett                         | Andrew McLaglen                                                                 | avec Maureen O'Hara et Brian Keith |
| 1968                                                              | Les Cinq Hors-la-loi (Firecreek)                                    | Johnny Cobb                         | Vincent McEveety                                                                | avec Henry Fonda |
| 1968                                                              | Bandolero!                                                          | Mace Bishop                         | Andrew McLaglen                                                                 | avec Dean Martin et Raquel Welch |
| 1970                                                              | Attaque au Cheyenne Club (The Cheyenne Social Club)                 | John O'Hanlan                       | Gene Kelly                                                                      | avec Henry Fonda |
| 1971                                                              | Le Rendez-vous des dupes (Fools' Parade)                            | Mattie Appleyard                    | Andrew McLaglen                                                                 | avec George Kennedy et Kurt Russell |
| 1976                                                              | Le Dernier des géants (The Shootist)                                | Dr E.W. Hostetler                   | Don Siegel                                                                      | avec John Wayne |
| 1977                                                              | Les Naufragés du 747 (Airport '77)                                  | Philip Stevens                      | Jerry Jameson                                                                   | avec Jack Lemmon |
| 1978                                                              | Le Grand Sommeil (The Big Sleep)                                    | Général Sternwood                   | Michael Winner                                                                  | avec Robert Mitchum |
| 1978                                                              | La Magie de Lassie (The Magic of Lassie)                            | Clovis Mitchell                     | Don Chaffey                                                                     | avec Mickey Rooney |
| 1981                                                              | The Green Horizon (Afurika Monogatari)                              | Vieil homme                         | Susumu Hani                                                                     | |
| 1991                                                              | Fievel au Far West                                                  | Wylie Burp                          | Phil Nibbelink Simon Wells                                                      | Voix |
| * Le film a été intégré dans le National Film Registry américain. |                                                                     |                                     |                                                                                 | |

## Apparitions à la télévision
Stewart a fait des apparitions télévisées en tant qu'invité dans l'émission The Jack Benny Program, dans les années 1950. Il a aussi joué en 1962 dans Flashing Spikes, un épisode d'environ une heure pour le programme Alcoa Premiere (en) réalisé par John Ford. Au début des années 1970, sa carrière est passée du cinéma à la télévision. Pour la série Hawkins, Stewart a reçu le Golden Globe du meilleur acteur dans une série dramatique. En 1972, Stewart a repris son rôle du film Harvey pour une adaptation éponyme sur le petit écran.
| Année | Émission                                          | Rôle                  | Période de diffusion | Notes |
| ----- | ------------------------------------------------- | --------------------- | -------------------- | --- |
| 1959  | Lux Playhouse                                     | Narrateur             | simple épisode       | Narrateur pour l'épisode Cowboy Five Seven, which documented a Strategic Air Command crew at Westover Air Force Base |
| 1962  | Flashing Spikes                                   | Slim Conway           | simple épisode       | part of the Alcoa Premiere (en) anthology series                                                                     |
| 1971  | The Jimmy Stewart Show                            | Prof. James K. Howard | 1971–1972            | NBC Television series                                                                                                |
| 1972  | Harvey                                            | Elwood P. Dowd        | —                    | Téléfilm PBS |
| 1973  | Hawkins                                           | Billy Jim Hawkins     | 1973–1974            | CBS Television series Golden Globe Award for Best Actor – Television Series Drama                                    |
| 1980  | Mr. Krueger's Christmas                           | Mr Krueger            | —                    | Téléfilm |
| 1982  | The American Film Institute Salute to Frank Capra | Lui-même – Hôte       | —                    | membre de la cérémonie du American Film Institute                                                                    |
| 1983  | Right of Way                                      | Teddy Dwyer           | —                    | Téléfilm HBO Nominated - CableACE Award for Actor in a Dramatic or Theatrical Program                                |
| 1986  | Nord et Sud, Livre II                             | Miles Colbert         | —                    | ABC Mini-série |
| 1989  | The Tonight Show Starring Johnny Carson           | Lui-même - Hôte       | —                    | NBC network program                                                                                                  |

## Documentaires et programmes courts
Liste incomplète.
| Année | Film                                       | Rôle                         | Réalisateur                | Notes                           |
| ----- | ------------------------------------------ | ---------------------------- | -------------------------- | ------------------------------- |
| 1934  | Art Trouble                                | Mr Burton                    | Ralph Staub                | non crédité; Shemp Howard court |
| 1936  | Important News                             | Cornelius "Corn" Stevens     |                            | —                               |
| 1938  | Hollywood Goes to Town                     | Lui-même                     |                            | —                               |
| 1939  | Hollywood Hobbies                          | Lui-même                     |                            | —                               |
| 1942  | Fellow Americans                           | Narrateur                    |                            | pour l'USAAF                    |
| 1942  | Winning Your Wings (en)                    | Narrateur                    | John Huston                | pour l'USAAF                    |
| 1943  | Screen Snapshots: Hollywood in Uniform     | Lui-même                     |                            | —                               |
| 1946  | American Creed                             | Lui-même                     |                            | —                               |
| 1947  | Thunderbolt! (en)                          | Narrateur                    | John Sturges William Wyler | pour l'USAF                     |
| 1948  | 10,000 Kids and a Cop (en)                 | Narrateur                    | Charles Barton             | —                               |
| 1954  | Tomorrow's Drivers                         | Narrateur                    |                            | —                               |
| 1956  | Screen Snapshots: Hollywood, City of Stars | Lui-même                     |                            | —                               |
| 1957  | The Heart of Show Business                 | Narrateur                    |                            | —                               |
| 1961  | X-15                                       | Narrateur                    |                            | USAF                            |
| 1971  | Directed by John Ford                      | Lui-même                     | Peter Bogdanovich          | —                               |
| 1974  | The World at War                           | Lui-même                     |                            | Thames Television ITV series    |
| 1974  | Just One More Time                         | Lui-même                     |                            | —                               |
| 1974  | Il était une fois Hollywood                | Lui-même et images d'archive | Jack Haley Jr.             | —                               |
| 1994  | A Century of Cinema                        | Lui-même et images d'archive | Caroline Thomas            | —                               |

### Sources
- (en) « James Stewart Filmography », Allmovie (consulté le 6 mai 2010)
- (en) « James Stewart Filmography », The New York Times (consulté le 6 mai 2010)
- (en) « James Stewart Filmography », Yahoo! Movies (consulté le 6 mai 2010)